# Campanya de Kamerun
La Campanya de Kamerun tenir lloc a la colònia alemanya de Kamerun durant la Campanya d'Àfrica Occidental de la Primera Guerra Mundial, quan els britànics, francesos i belgues van envair la colònia alemanya entre agost de 1914 i març de 1916.

## Antecedents
Alemanya havia establert un protectorat sobre Kamerun en 1884 durant la cursa per l'Àfrica.
El 1911, França va cedir Neukamerun (Nova Camerun), un gran territori a l'est de Kamerun, a Alemanya com a part del Tractat de Fes, l'acord que va posar fi a l'incident d'Agadir.

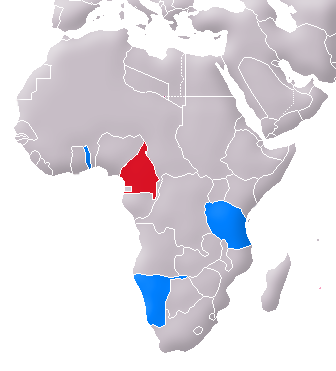
Kamerun (vermell) i altres colonies alemanyes africanes (blau), 1914

En 1914, la colònia alemanya de Kamerun estava formada per tot el Camerun actual, així com parts de Nigèria, el Txad, Gabon, la República del Congo i la República Centreafricana. Kamerun estava envoltat per totes bandes pels territoris dels Aliats; al nord-oest es trobava la colònia britànica de Nigèria i l'Àfrica Equatorial Francesa l'envoltava per l'est i pel sud. La colònia neutral de la Guinea Espanyola estava confinada pel Kamerun alemany en tots els costats excepte un, que donaven al mar. A principis de 1914, gran part del Kamerun encara no estava explorat ni cartografiat.
Les forces militars alemanyes estacionades a la colònia en 1914 eren de al voltant de 1.855 Schutztruppen (tropes de protecció). No obstant això, després de l'esclat de la guerra, a mitjans de 1915, els alemanys van ser capaços de reclutar un exèrcit de al voltant de 6.000 homes.
D'altra banda, les forces aliades als territoris circumdants de Kamerun eren molt més grans. Àfrica Equatorial francesa per si sola podria mobilitzar fins a 20.000 soldats a la vigília de la guerra, mentre que Nigèria britànica podia aixecar un exèrcit de 7.550 soldats.

## Operacions militars

### La invasió de 1914
A l'esclatar la guerra en Europa a principis d'agost de 1914, l'administració colonial alemanya en Kamerun va intentar oferir la neutralitat a Gran Bretanya i França, de conformitat amb els articles 10 i 11 del Tractat de Berlin de 1885, però va ser precipitadament rebutjada pels aliats.
Els francesos estaven ansiosos per recuperar el terreny cedit a Alemanya en el Tractat de Fes de 1911. Les primeres expedicions aliades a la colònia van començar al 6 d'agost de 1914 des de l'est, dutes a terme per les tropes franceses de l'Àfrica Equatorial Francesa al comandament del general Joseph Gaudérique Aymerich. Aquesta regió era sobretot una zona pantanosa, sense desenvolupar, i inicialment no va ser molt disputada pels alemanys.
Pel 25 d'agost de 1914, les forces britàniques de Nigèria van envair Kamerun avançant per tres punts diferents: cap a Mora a l'extrem nord, cap a Garoua al centre i cap a Nsanakong al sud: 
- Les forces britàniques de l'extrem nord van intentar prendre la fortalesa alemanya de Mora, però inicialment van fallar. Això va donar lloc a un llarg setge de les posicions alemanyes que duraria fins al final de la campanya.[6]
- Les forces britàniques que es desplaçaven cap a Garoua, sota el comandament del coronel MacLear, van rebre l'ordre d'avançar al lloc fronterer alemany de Tepe, prop Garoua. El primer combat entre les tropes britàniques i alemanyes en la campanya es va dur a terme en la batalla de Tepe, amb el resultat de la retirada dels alemanys.[7]
- Les forces britàniques del sud van atacar Nsanakong, però van ser derrotats i gairebé completament destruïts pels contraatacs alemanys a la batalla de Nsanakong.[8] Després MacLear va dirigir les seves forces cap a l'interior, cap al bastió alemany de Garoua, però va ser rebutjat en la primera batalla de Garoua, el 31 d'agost.[9]

### Operacions navals
El setembre del 1914, els alemanys havien minat l'estuari de Wouri i enfonsat vaixells per a protegir Douala, la ciutat més gran de la colònia i centre comercial. Els vaixells de guerra britànics i francesos van bombardejar les ciutats de la costa, i per a finals de setembre havien tret les mines i van dur a terme desembarcaments amfibis amb la finalitat d'aïllar Douala.
El 27 de setembre, la ciutat es va rendir al general de brigada Charles Macpherson Dobell, comandant de la força aliada combinada. Aviat, els britànics van ocupar tota la costa mentre que els francesos van capturar diversos territoris al sud-est, en una operació amfíbia en la batalla d'Ukoko.

### La guerra en 1915
En 1915, la major part de les forces alemanyes, a excepció dels defensors les fortaleses de Mora i Garoua, s'havia retirat cap a les muntanyes de l'interior de la colònia, envoltant a la nova capital, Yaoundé. A la primavera d'aquest any, els soldats alemanyes encara eren capaços de frenar significativament o repel·lir els atacs de les forces aliades. Tan sols una força alemanya de Garoua, sota el comandament del capità von Crailsheim, va passar a l'ofensiva atacant als britànics durant una incursió fallida a Nigèria, en la batalla de Gurin.
Aquesta incursió sorprenentment audaç en territori britànic va impulsar al general Frederick Hugh Cunliffe a realitzar un altre intent per a prendre les fortaleses alemanyes de Garoua en la segona batalla de Garoua al juny, amb el resultat d'una victòria britànica.
Aquesta acció va alliberar les unitats aliades del nord de Kamerun i es va poder avançar encara més a l'interior de la colònia. Aquesta pressió va produir la victòria dels aliats en la batalla de Ngaundéré, el 29 de juny. Però l'avanç de Cunliffe cap al sud, a Yaoundé, es va aturar per les fortes pluges i va decidir participar en el llarg setge de Mora. Quan va millorar el clima, les forces britàniques de Cunliffe es van traslladar més al sud i al novembre van capturar una fortalesa alemanya en la batalla de Banyo i va poder ocupar altres ciutats fins a finals de l'any.
Al desembre, les forces de Cunliffe i Dobell van entrar en contacte i es van preparar per a l'assalt de Yaoundé.
En aquest any, la majoria del Neukamerun va ser ocupat per les tropes belgues i franceses, que també van començar a preparar-se per a l'assalt de Yaoundé.

### La rendició 1916
A principis de 1916, el comandant de les forces alemanyes, Carl Zimmermann va arribar a la conclusió que la campanya estava perduda. Amb les forces aliades pressionant sobre Yaoundé des de totes bandes i amb la resistència alemanya vacil·lant, va ordenar a totes les unitats i civils alemanys restants d'escapar cap a la neutral colònia espanyola de Río Muni.
A mitjans de febrer d'aquest any, l'última guarnició alemanya a Mora es va rendir, posant fi al setge de Mora.
Els soldats alemanys i civils que havien escapat a la Guinea Espanyola van ser tractats de manera amistosa pels espanyols. La majoria dels camerunesos nadius van romandre en Río Muni, però els alemanys finalment es va traslladar a Fernando Po; alguns van ser finalment transportats per Espanya als neutrals Països Baixos (d'on podien arribar a casa fàcilment) abans que acabés la guerra.
Molts camerunesos, inclòs el cap suprem del poble Beti, es van traslladar a Madrid, on vivien com a nobles amb fons alemanys.

## Conseqüències

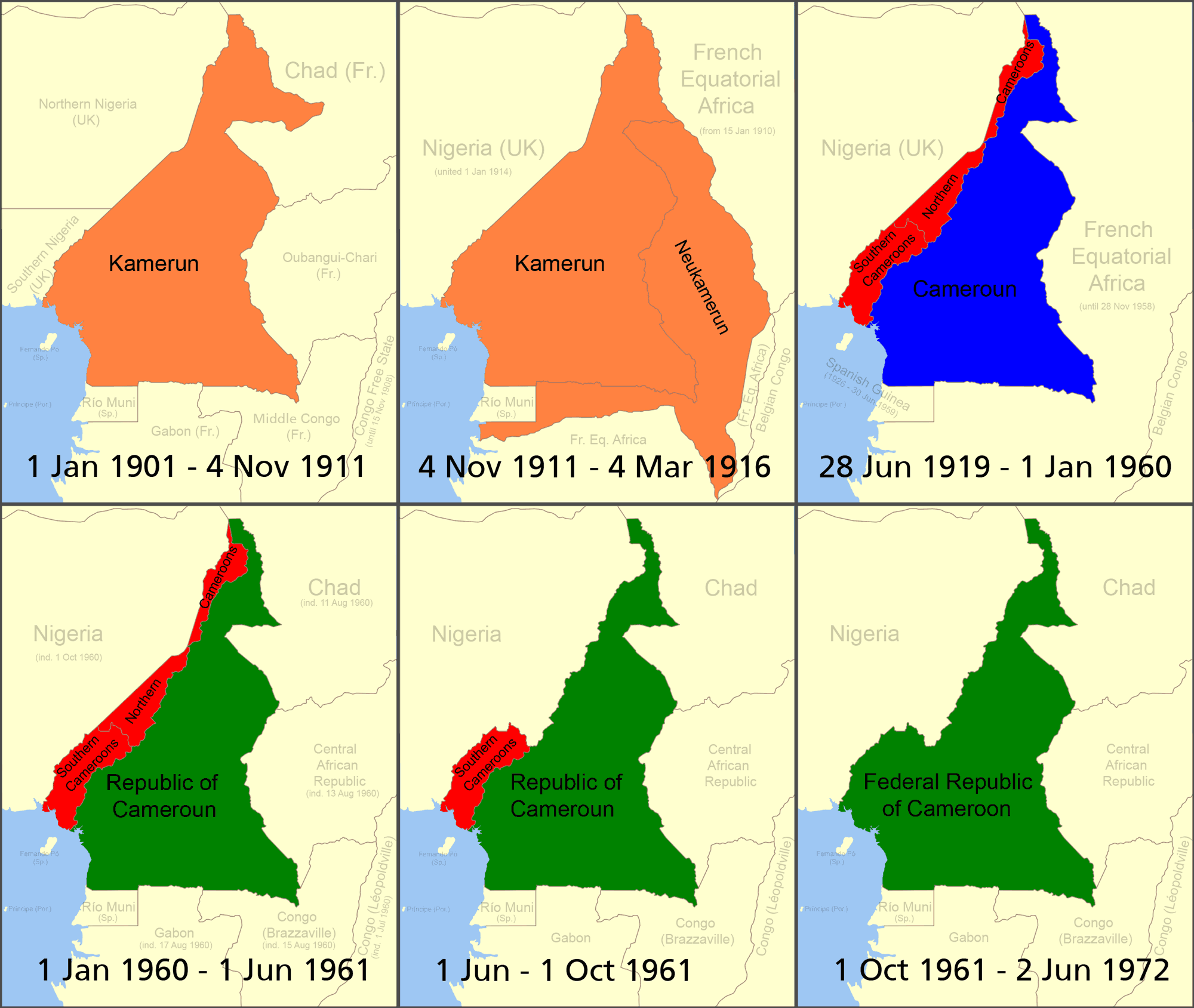
Camerun 1901–1972
Kamerun alemany
Camerun britànic
Camerun francès
República de Camerun

Al febrer de 1916, abans que acabés la campanya, Gran Bretanya i França van acordar dividir Kamerun al llarg de la línia de partició provisional Picot.
Això va donar lloc que l'Imperi Britànic obtenia aproximadament una cinquena part de la colònia situada a la frontera de Nigèria. França va aconseguir Douala i la major part de l'altiplà central.
La partició va ser acceptada en la Conferència de Pau de París, i l'antiga colònia alemanya es va dividir per Mandat de la Societat de Nacions en Camerun francès i Camerun britànic en el Tractat de Versalles.